# Спокойная Синюха
Спокойная Синюха — станица в Отрадненском районе Краснодарского края.
Входит в Подгорноcинюхинское сельское поселение.

## Описание
Станица расположена в предгорьях Кавказских гор, на реке Спокойная Синюха в 2 км к востоку от станицы Подгорная Синюха, в 21 км к западу от станицы Отрадная, в 190 км к юго-востоку от Краснодара и в 65 км к западу от Черкесска.
Через станицу проходит тупиковая автодорога Отрадная — Подгорная Синюха.
Улицы: Казачья, Степная.
| 2002 | 2010 |
| ---- | ---- |
| 260  | ↘186 |

## История
В 1867 году уроженцем станицы Спокойной  Макаревским Кононом Семёновичем  основан хутор , который в 1920—1930-х годах назывался Спокойносинюхинским (Верхнесинюхинским); не позже 1946 года преобразован в станицу.

## Население
| 2002 | 2010 |
| ---- | ---- |
| 260  | ↘186 |